# Hanover (Kansas)
Hanover és una ciutat dels Estats Units a l'estat de Kansas. Segons el cens del 2000 tenia 653 habitants.

## Demografia
Segons el cens del 2000, Hanover tenia 653 habitants, 283 habitatges, i 170 famílies. La densitat de població era de 504,2 habitants/km².
Dels 283 habitatges en un 24% hi vivien nens de menys de 18 anys, en un 53,4% hi vivien parelles casades, en un 4,2% dones solteres, i en un 39,9% no eren unitats familiars. En el 36,7% dels habitatges hi vivien persones soles el 23,7% de les quals corresponia a persones de 65 anys o més que vivien soles. El nombre mitjà de persones vivint en cada habitatge era de 2,2 i el nombre mitjà de persones que vivien en cada família era de 2,94.
Per edats la població es repartia de la següent manera: un 21,4% tenia menys de 18 anys, un 7,5% entre 18 i 24, un 22,2% entre 25 i 44, un 19,9% de 45 a 60 i un 28,9% 65 anys o més.
L'edat mediana era de 44 anys. Per cada 100 dones de 18 o més anys hi havia 97,3 homes.
La renda mediana per habitatge era de 31.375 $ i la renda mediana per família de 38.667 $. Els homes tenien una renda mediana de 25.104 $ mentre que les dones 18.235 $. La renda per capita de la població era de 15.596 $. Entorn del 5,7% de les famílies i el 7,5% de la població estaven per davall del llindar de pobresa.

## Poblacions més properes
El següent diagrama mostra les poblacions més properes.